# Robbin Harms
Robbin Harms, född juni 1981 i Köpenhamn, är en dansk roadracingförare. I VM-sammanhang har han tävlat i 125GP-klassen i Grand Prix Roadracing samt i Supersport-VM.

## Karriär
Efter att ha börjat med motocross i unga år så inledde Harms sin roadracingkarriär i 10-årsåldern. 14 år gammal blev han dansk mästare i 80 cm3. Året därpå (1996) testad han ett par lopp i 125-EM som den yngste föraren dittills. Harms vann skandinaviska mästerskapen i 125-klassen 1998 och 1999 och testade även en del VM-lopp. Han körde 125-EM från 1996 till 2002. Det sista året körde han för Ajo Motorsport och kom fyra i mästerskapet och vann det sista racet.

### 125GP
Harms gjorde VM-debut i 125-kubiksklassen i Australiens Grand Prix 1999 på en Aprilia för Mayer-Rubatto Racing. Han körde de fyra sista deltävlingarna och kom som bäst på en 13:e plats i Argentina. 2002 gjorde Harms ett wildcard-inhopp för Ajo Motorsport (det året under namnet Red Devil Honda). Roadracing-VM 2003 körde Harms hela VM-säsongen för Seedorf racing på en Aprilia. Han tog 8 poäng och kom23:a i VM. Karriärrens bästa placering i 125 GP noterade Harms med en 10: plats i Australiens GP. 2004 körde Harms åter 125GP-VM för Ajo Motorsport på Honda. Teamets maskinmaterial var inte på toppnivå och två svåra krascher innebar långa skadeuppehåll. Hans bästa resultat 2004 var en 11:e plats.

### Supersport
Säsongen 2005 fick Harms erbjudande att komma till Supersport-klassen och den nystartade teamet Stiggy Motorsport och köra en Honda CBR600RR tillsammans med teamägaren och tidigare 250GP-föraren Johan Stigefelt. Supersport-VM 2006 fick han sitt genombrott då han slutade femma i mästerskapet och blev förste dansk någonsin att stå på pallen efter ett VM-lopp i roadracing. Tyvärr förstördes säsongen 2007 av skador, han slutade dock sjua i mästerskapet trots att han bara kört hälften av loppen. Supersport-VM 2008 inleddes lite tvekande men i andra racet var Robbin tillbaka på podiet med en tredjeplats på Phillip Island. Han kom nia i VM. 2009 kom Harms på 17:e plats i VM. Han körde för sitt eget team 2010 och 2011 och kom på sjunde respektive tolfte plats i VM.

### Brittish Superbike och annat
Säsongen 2012 började Harms att tävla i de italienska Moto2-mästerskapen för Bimota på en Bimota HB4. Han körde tre heat och vann ett och kom trea i ett. Mitt under säsongen bytte Harms till brittiska superbikemästerskapet istället där han körde en Honda CBR1000RR för Doodson Motorsport Honda. Harms fortsatte hos samma team 2013 men skada förstörde säsongen.
Harms deltog i Tourist Trophy 2015 i klasserna Supersport F1 och Supersport F2.